# Wiens historia

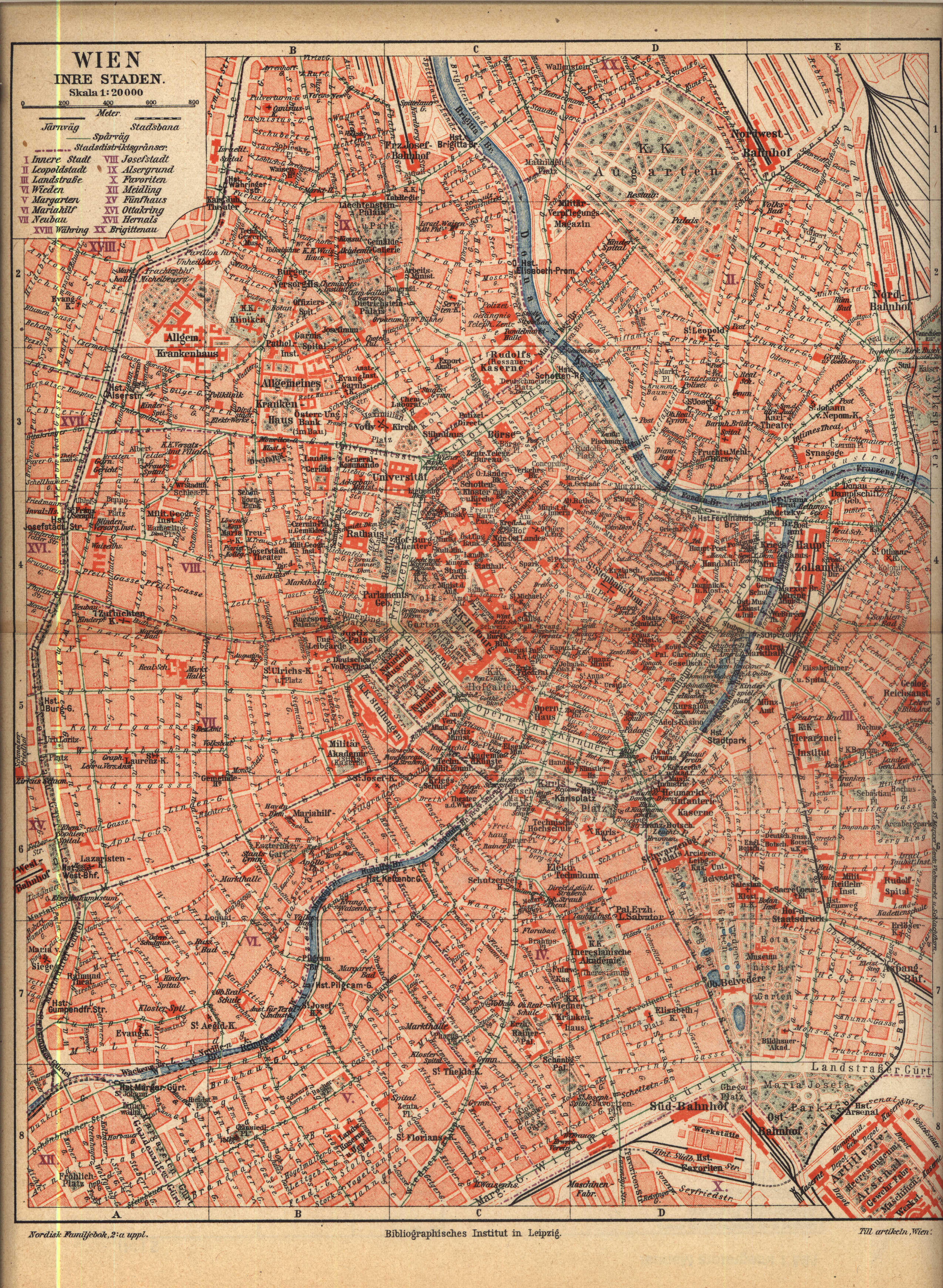
Karta över Wien på 1920-talet

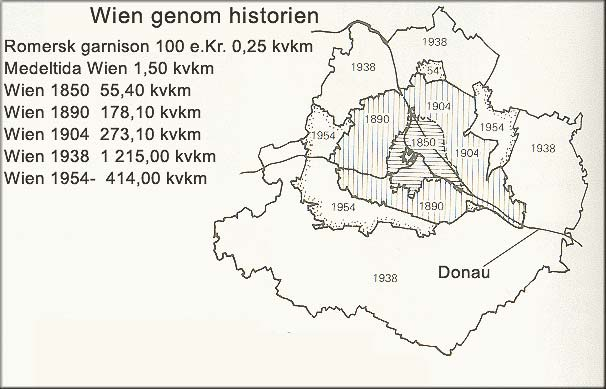
Wiens geografiska förändringar genom historien

Wiens historia av mänsklig bosättning sträcker sig till tiden 2000 år före Kristus enligt de arkeologiska lämningar som har hittats. Dess läge vid Donau, bergen Wienerwald och centraleuropeiska slättlandet gav upphov till en handelsplats som med tiden blev en allt viktigare europeisk metropol och ett dominerande maktcentrum.

## Före medeltiden
Som så många andra romerska städer i Centraleuropa grundades Wien (Vindobona) av romarna på en tidigare keltisk bosättning. Staden var befäst och beboddes av hantverkare och de romerska soldater som fanns i härlägren belägna i staden. 
Folkvandringstiden innebar för Wiens del en katastrof, då staden som en del av Västrom råkade ut för det politiska virrvarret som följde rikets sammanbrott under 400-500-talen. Staden övertogs av olika grevar och hertigar som inom Tysk-Romerska Riket besatt området. Wien låg då under grevskapet Ostarrichi. Hertig Henrik II (Heinrich Jasomirgott) gjorde 1156 Wien till sin huvudstad. Under 1200-talet började stadens inflytande att växa genom att man låg mitt emellan handelsvägarna mellan Östersjön och Venedig på Bärnstensvägen samt stadens läge vid Donau.

## 1200-1500

### Huset Habsburg

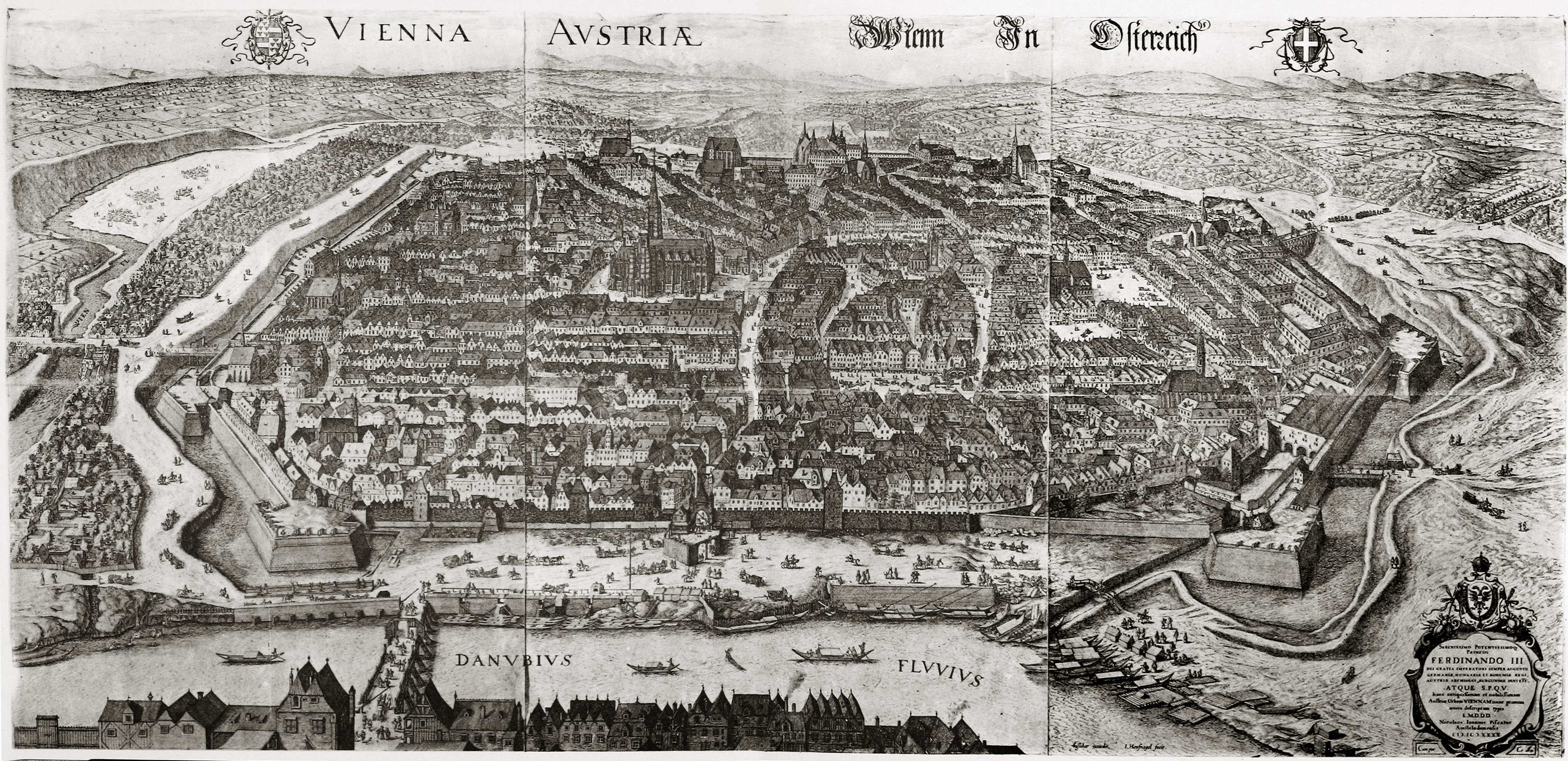
Wiens befästningsanläggningar

1278 besegrade Rudolf I sin konkurrent Ottokar av Böhmen och påbörjade därmed ett 630 år långt styre under Huset Habsburg som skulle göra Wien till sin maktbas. Under 1300-talet fortsatte de goda tiderna. Välståndet i staden steg under ärkehertig Rudolf IV som drev en framgångsrik näringspolitik. Han grundande Wiens universitet 1365 och påbörjande av Stefansdomen. Olika intressekonflikter inom familjen Habsburg ledde till en stor förvirring där de olika kejsarna bodde än här, än där. Detta berodde i stor del på Habsburgs utvecklingsstrategi, där man genom giftermål med andra härskare tillskansade sig nya landområden under familjens kontroll runtom hela Europa. Huset kom  att bli härskande över stora delar av Europa (Habsburgska riket) och hade sin största storhetstid i slutet av 1500- och början av 1600-talet, när de regerade över Österrike-Ungern, Spanien, Nederländerna, och Brasilien, samt andra delar av Nya världen.
Wien blev det Tysk-romerska rikets huvudstad 1158 sedan den habsburgska dynastin delats i en spansk och tysk linje och Ferdinand I krönts till romersk-tysk kejsare. Rudolf II förlade residenset till Prag 1583 men 1620 blev Wien åter residens under Ferdinand II.  Interna strider mellan medlemmar i Huset Habsburg ledde till en ekonomisk nedgång och social oro. 1438 blev Wien residensstad i det romersk-tyska riket sedan Albrecht V valts till tysk kung som Albrecht II. Albrecht lät fördriva och mörda stadens judar 1420-1421. 
Efter reformationen tycktes även Wien övergå till protestantismen, som fick många anhängare i staden. Men då Wien slutligen blev sätet för det katolska habsburgska kejsardömet 1556 sâ inleddes motreformationen och Wien kom att bli en stark bas för denna rörelse.

## 1500-1800

### Osmanska rikets belägringar

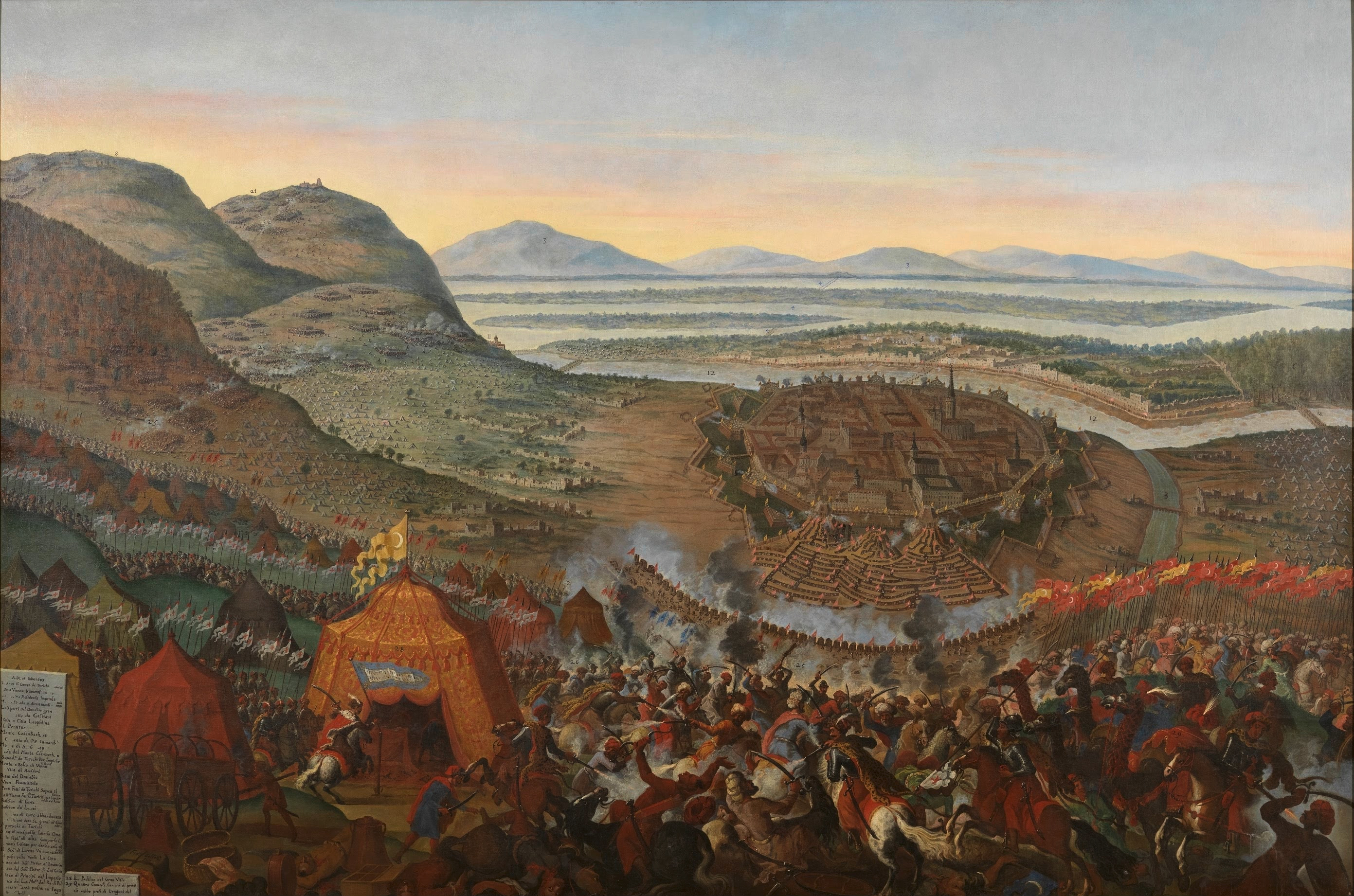
Belägringen av Wien 1683

Wien belägrades av Osmanska riket två gånger under denna tid, något som skulle sätta sina djupa spår i stadens historia. 1529 lyckades stadens invånare att med stor möda hålla stånd mot turkarna och räddades indirekt genom att epidemier bröt ut i det turkiska lägret vilket tillsammans med den begynnande vintern tvingade den turkiska armén till reträtt. 1683 belägrades staden nästa gång. Den här gången hade Wien byggt en stor befästningsring runtom staden men stod under stort hot från turkiskt håll. Med mycket stor hjälp av andra europeiska stater, inte minst från Polen, lyckades man denna gång slå tillbaka turkarna. Efter turkarnas belägring hittades hundratals säckar med kaffe runtom staden, vilket så småningom skulle leda till uppkomsten av kaffehus.
Återuppbyggnaden av staden gav ett karaktäristiskt utseende som präglar stora delar av stadskärnan än idag. Barocken med arkitekter som Johann Bernhard Fischer von Erlach och Johann Lukas von Hildebrandt gav husen karaktärer som präglar många turisters föreställningar om stadens utseende med mycket ornamentik och utsmyckningar, på latin fick det namnet "Vienna gloriosa". 

### Europeiskt musik- och kulturcentrum

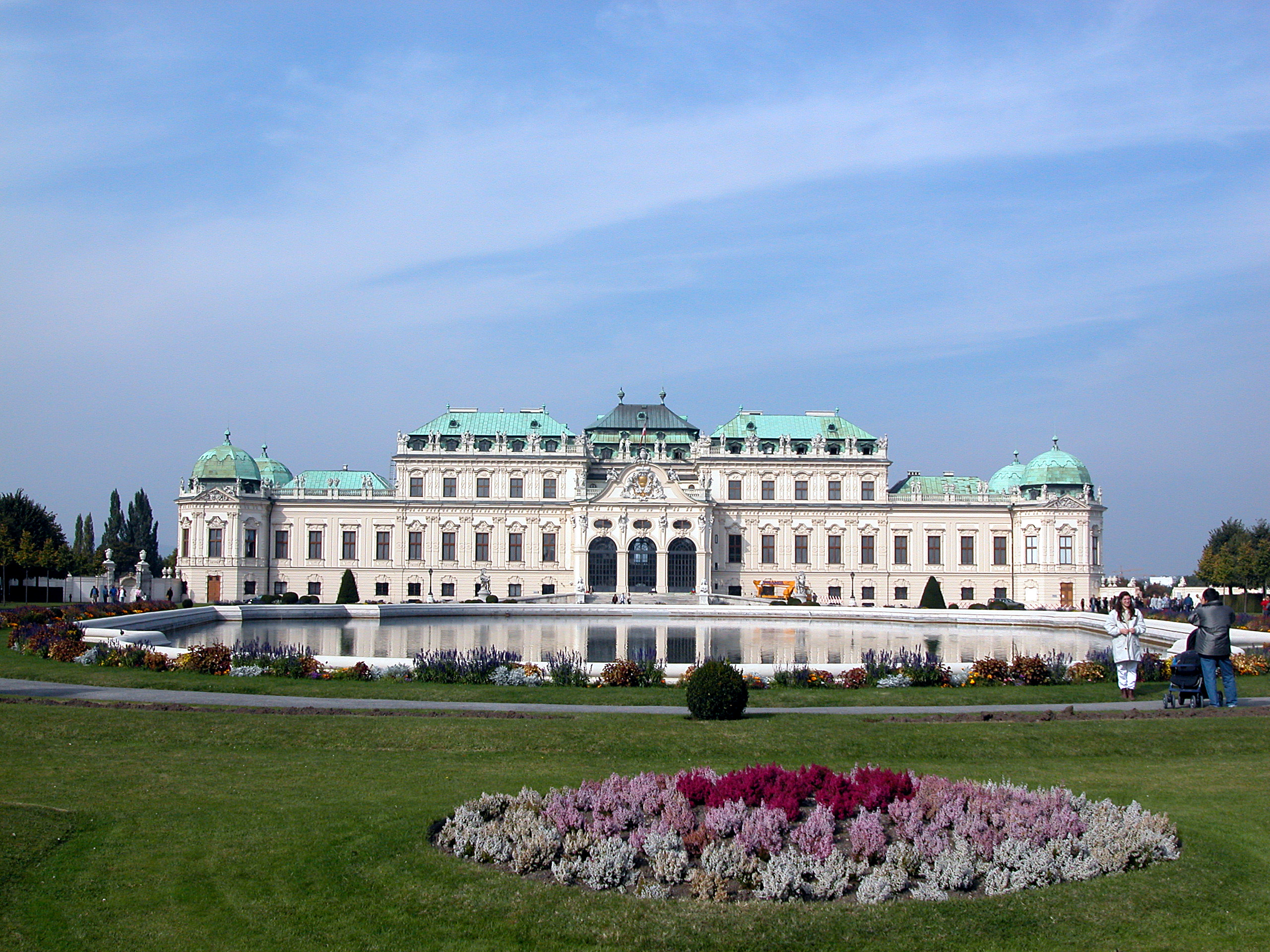
Schloss Belvedere

1700-talet betydde även uppkomsten av nya slott för adelsmän och nyrika borgare, under denna tid byggdes flera privata slott runtom staden som Schloss Belvedere. Samtidigt ökade befolkningen inom själva staden, 1790 beräknas omkring 200 000 människor ha bott i Wien. Kejsar Josef II betydde mycket för stadens modernisering, och det var vid denna tid som Wien blev ett europeiskt musik- och kulturcentrum. Joseph Haydn, Antonio Salieri, Wolfgang Amadeus Mozart, Ludwig van Beethoven och Franz Schubert kom alla att verka i Wien decennierna närmast 1800.
Spanska ridskolan  grundades 1729, men själva verksamheten har anor ända från 1572 då den grundades som en ridakademi knuten till det habsburgska hovet där adelsmän kunde utbilda sig i den klassiska ridkonsten.

## Wienkongressen
Kejsardömet tilldelades hårda motgångar under Napoleonkrigen och Wien besattes av franska trupper 1805 och 1809. Efter att Napoleon besegrats genom att kejsardömets tillsammans med andra allierade stater tillfogat Frankrike de avgörande nederlagen, samlades samtliga europeiska statsmän till kongress i Wien. 1814-1815 ägde Wienkongressen rum i Palais am Ballhausplatz i Wien vilket markerade stadens plats inom dåtidens europeiska storpolitik.

## Expansion under industrialismen

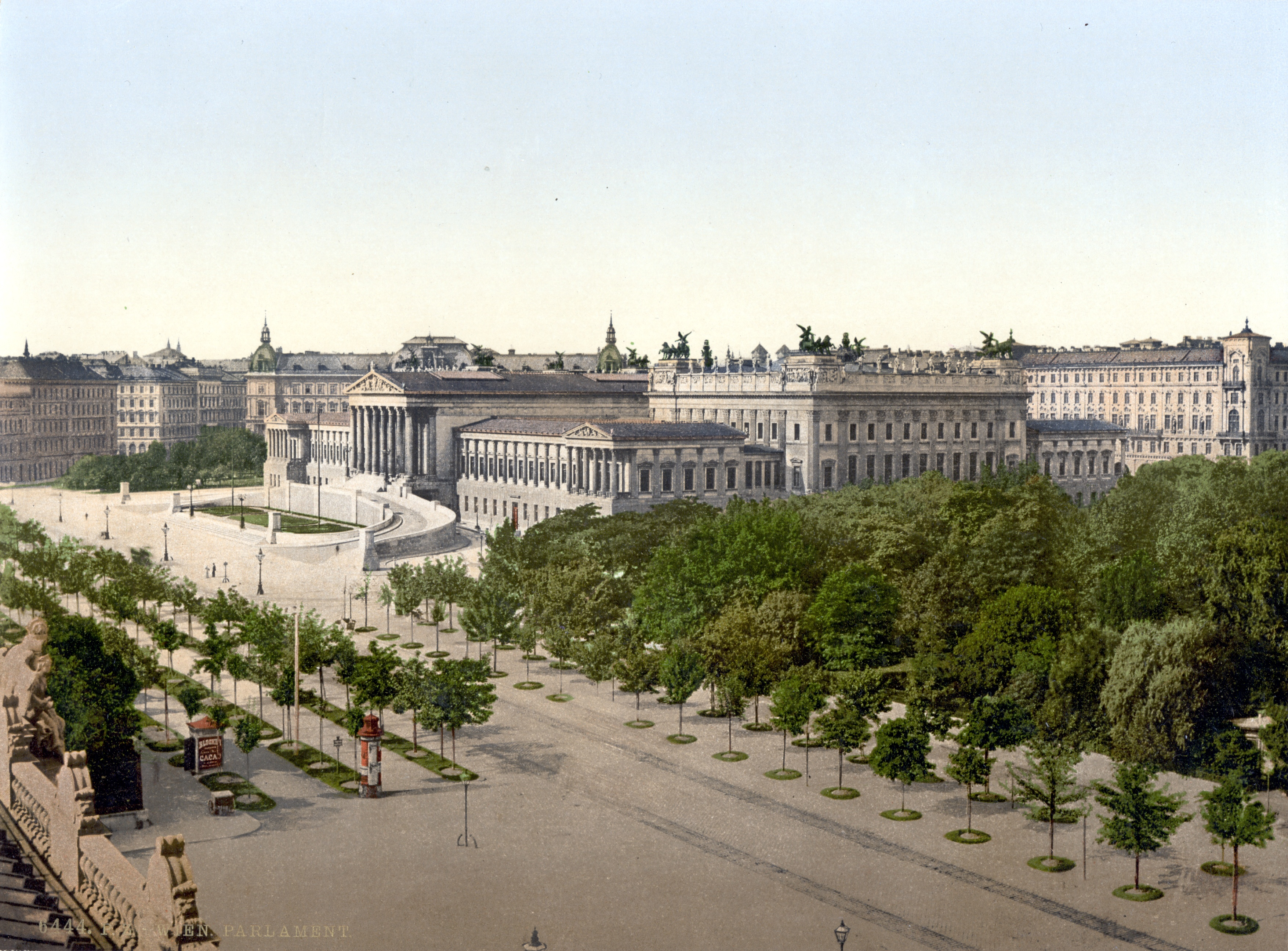
Wiens parlament omkring 1900

Under 1800-talet gjordes stadskärnan om då man rev de gamla befästningsvallarna som skyddade innerstaden men som samtidigt blockerade det inre och yttre Wien. Den nya marken användes till skapandet av nya stora paradgator i staden där Ringstrasse fick en framskjutande plats. 
Staden blev i slutet av 1800-talet Österrike-Ungerns ledande industricentrum och tilldrog sig stora mängder människor från hela riket till staden, framförallt från Böhmen och Mähren. Många var hantverkare men många kom också att arbeta som byggarbetare vilket skapade uttrycket Ziegelböhmen (Tegelböhmare). Inflyttningen kom också att påverka det wienska köket med tjeckiska influenser. Uppskattningsvis bodde omkring 1900 över 250 000 tjecker och slovaker i Wien. Många österrikare med slaviska eller ungerskklingande namn som Nowak m.fl. har ofta sina ursprung i de slaver och ungrare som sökte sig till staden vid denna tid. Många judar flyttade också till staden och 1890 var omkring 12 procent av stadens invånare judar. 
Världsutställningen 1873 hölls i Wien Utställningsområdet förlades till Pratern, ett tidigare kejserligt jaktrevir som 1766 hade öppnats som en stor park för allmänheten. Utställningen hade 53 000 utställare från 35 länder och 7,25 miljoner besökare. Projektet stöddes både av liberala politiker anförda av Wiens borgmästare Cajetan Felder och av företrädare för Österrikes lantbruk och industri, däribland industriledaren baron Franz von Wertheim.
1890 expanderades Wien för andra gången genom inkorporeringar. Förorterna utanför den gamla muren Linienwall blev nu en del av Wien som distrikten 11 till 19. 1904 följde ytterligare två distrikt: Brigittenau och Floridsdorf.

## Kulturell och intellektuell blomstring

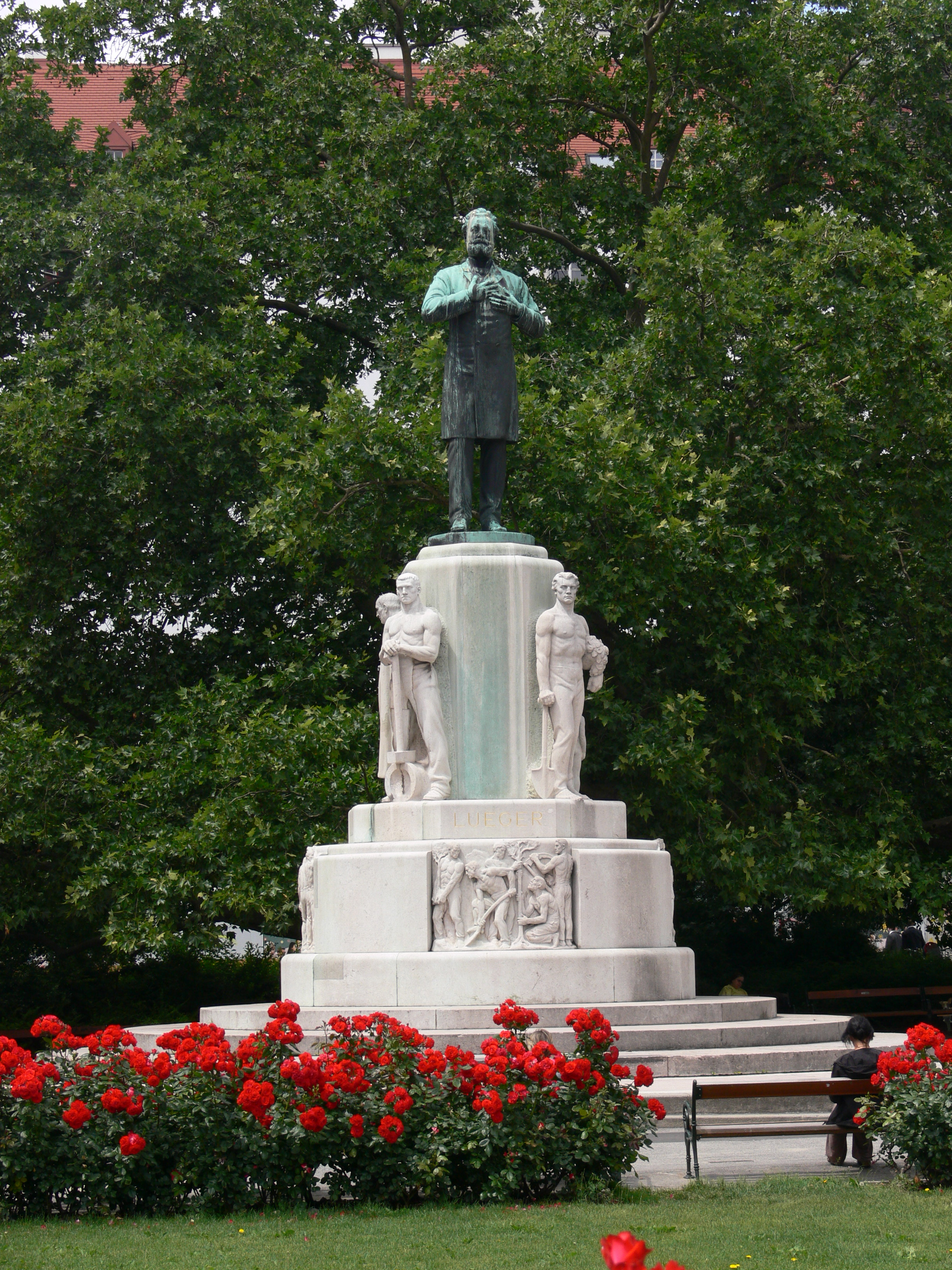
Staty av Wiens borgmästare Karl Lueger på Doktor Karl Lueger Platz, Wiener Ringstraße.

Omkring sekelskiftet 1900 upplevde Wien en kulturell och intellektuell blomstring - Wien sågs som en världsstad. Målare som Egon Schiele och Gustav Klimt, musiker som Arnold Schönberg, Anton Webern och Alban Berg samt "psykoanalysens fader" Sigmund Freud hör till dem som brukar förknippas med staden vid tiden strax innan första världskriget. Wien blev också ett centrum för Jugendstilen och här återfanns konstnärsrörelsen Wiener Sezession. Vid denna tid etableras den wienska kafékulturen med Wienerkafét som institution. Glansdagarna för kaféer i Wien var tiden runt sekelskiftet 1800/1900, då författare som Arthur Schnitzler, Stefan Zweig, Peter Altenberg, Karl Kraus och Hermann Broch flitigt frekventerade dem och använde dem som arbetsplats. Många berömda konstnärer, vetenskapsmän och politiker vid denna tid, som Egon Schiele, Gustav Klimt, Adolf Loos, Theodor Herzl och Alfred Adler tillhörde stamgästerna. Sedan oktober 2011 är wiensk kafékultur listat som ett kulturellt minnesmärke av Unesco.
Karl Lueger var som överborgmästare 1897–1910 ledande person i stadens politik och kom att kommunalisera spårvägen, elverk, gasverk och begravningsväsendet som dessförinnan varit privata. Lueger motarbetade den allmänna rösträtten och uppvisade semitism. Strax före 1900 fick Wien mer än en miljon invånare och kom fram till 1916 att växa till 2,2 miljoner invånare.

## Första världskriget och mellankrigstiden
Under Första världskriget hotades inte staden direkt av strider men drabbades av brist på livsmedel och kläder. Krigets enorma kostnadsstegringar som finansierades med lån ledde till storinflation vilket drabbade många invånare i Wien.

### Republikens huvudstad
Första världskriget skulle visa sig få särskilt dramatiska konsekvenser för Wien. Kriget, som hade börjat med skotten i Sarajevo 1914, slutade för Österrike-Ungerns del i fullständigt nederlag och katastrof. Kejsaren Karl I abdikerade november 1918 och gjorde slut på Wien som kejsarsäte. 1918 splittrades Österrike-Ungern och den en gång kejserliga huvudstaden blev nu huvudstad i republiken Österrike. 
Förutsättningarna för Wien hade nu helt förändrats och staden blev dominerade i det Österrike som nu kraftigt minskat i befolkningstal och storleksmässigt, samt inte minst geografin som medförde att man låg väldigt perifert i förhållanden till resten av landet jämfört med tidigare då staden låg mitt i riket. Kriget orsakade också en befolkningsminskning för Wien, inte bara på grund av alla de män som dog eller lemlästades på slagfälten utan också på grund av sjukdomar och epidemier som härjade i kölvattnet av knappa livsmedelstillgångar. En annan viktig faktor var att många människor återvände till sina hemtrakter efter krigsslutet, då Wien inte längre var huvudstaden för deras land eller för att de hoppades få det bättre där när de själva var fria.

### Det röda Wien

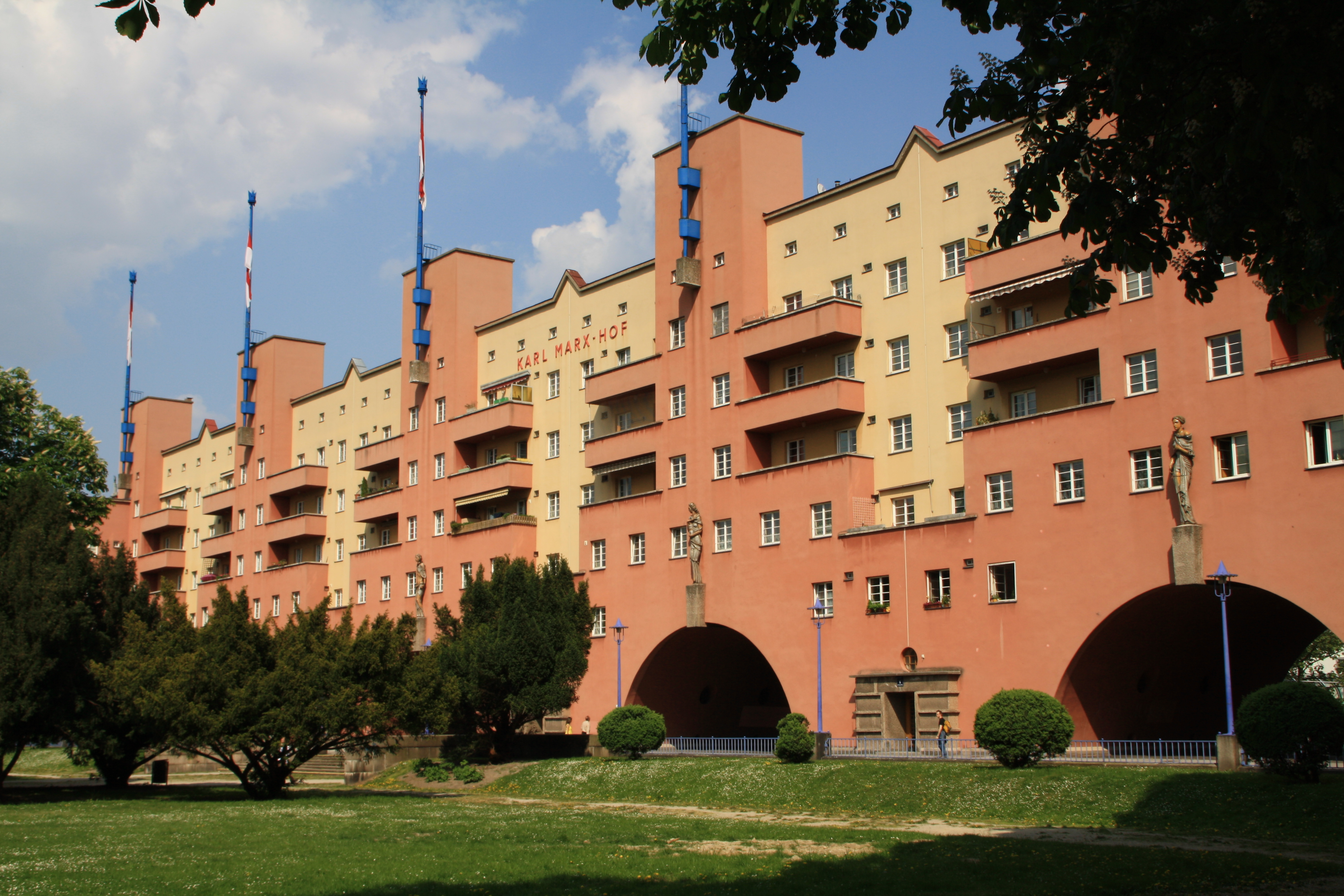
Karl-Marx Hof, ett bostadsbygge från tiden för "det röda Wien"

När man väl ordnat upp den mest akuta situationen var staden till skillnad från övriga Österrike oerhört splittrat i den politiska synen. Wien var ett av arbetarrörelsens högfästen och socialistiskt, medan övriga Österrike (med undantag för vissa större städer) var mer kristdemokratiska. Wien blev under 1920-talet känt som "Rotes Wien" (röda Wien), ett begrepp som för stadens del innebar ett radikalt bostadsbyggnadsprogram som vid den tidpunkten var ett av de största i världen (mellan 1925 och 1934 byggdes omkring 60 000 lägenheter fördelade efter ett visst poängsystem), utbyggd socialvård, höga skatter på lyxvaror och hotell- och restaurangtjänster med mera. Med dåtida ögon ansågs det vara ett progressivt program. Röda Wien tog slut i och med statskuppen 1934 då Engelbert Dollfuss sköts till döds och ersattes av austrofascisten Kurt Schuschnigg.

## Tredje riket och andra världskriget

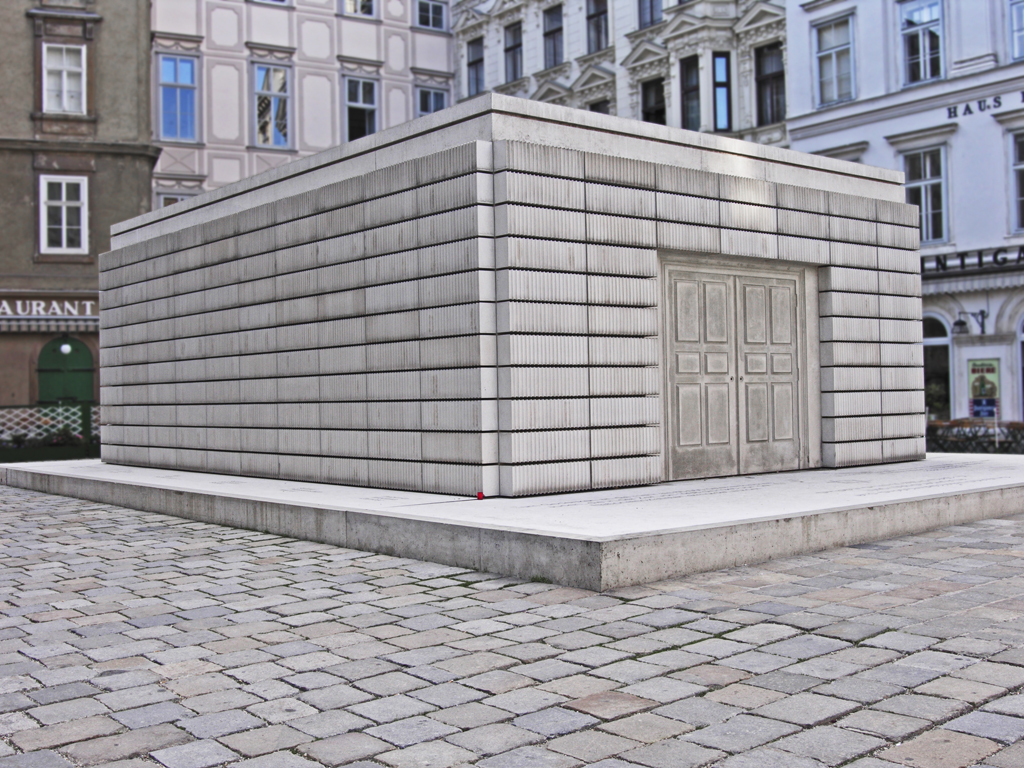
Mahnmal für die österreichischen jüdischen Opfer der Shoa på Judenplatz

1938 tappade Wien sin status som huvudstad sedan Tyskland anslutit Österrike till Stor-Tyskland. Nazisterna drev igenom en utvidgning av staden genom att inkorporera 91 omliggande områden och flera existerande stadsdelar förstorades. Nazisterna införde sin stadsförvaltning och en Gauleiter utsågs Odilo Globocnik. Stadens cirka 180 000 judar deporterades, endast cirka 5 000 kom att överleva kriget. Under Kristallnatten 1938 förstördes 92 synagogor i Wien. Bara en synagoga skonades. Cirka 120 000 flydde utomlands, däribland Sigmund Freud. 
Under kriget utsattes staden för bombningar då man bland annat hade viktig rustningsindustri här om än att staden relativt sett blev mer skonad än andra tyska storstäder då den låg mycket långt bort ifrån fronten. Baldur von Schirach som senare dömdes i Nürnbergrättegångarna styrde staden under krigstiden. Röda armén intog staden i april 1945, mycket på grund av att krigsledningen från högre ort i den tyska armén avslöjat en sammansvärjning mellan tyska officerare på lägre nivå och Röda armén, som i korthet hade gått ut på att låta ryssarna erövra staden utan blodspillan. Omkring 40 000 beräknas ha dött under de åtta sista kampdagarna.

## Efterkrigstiden

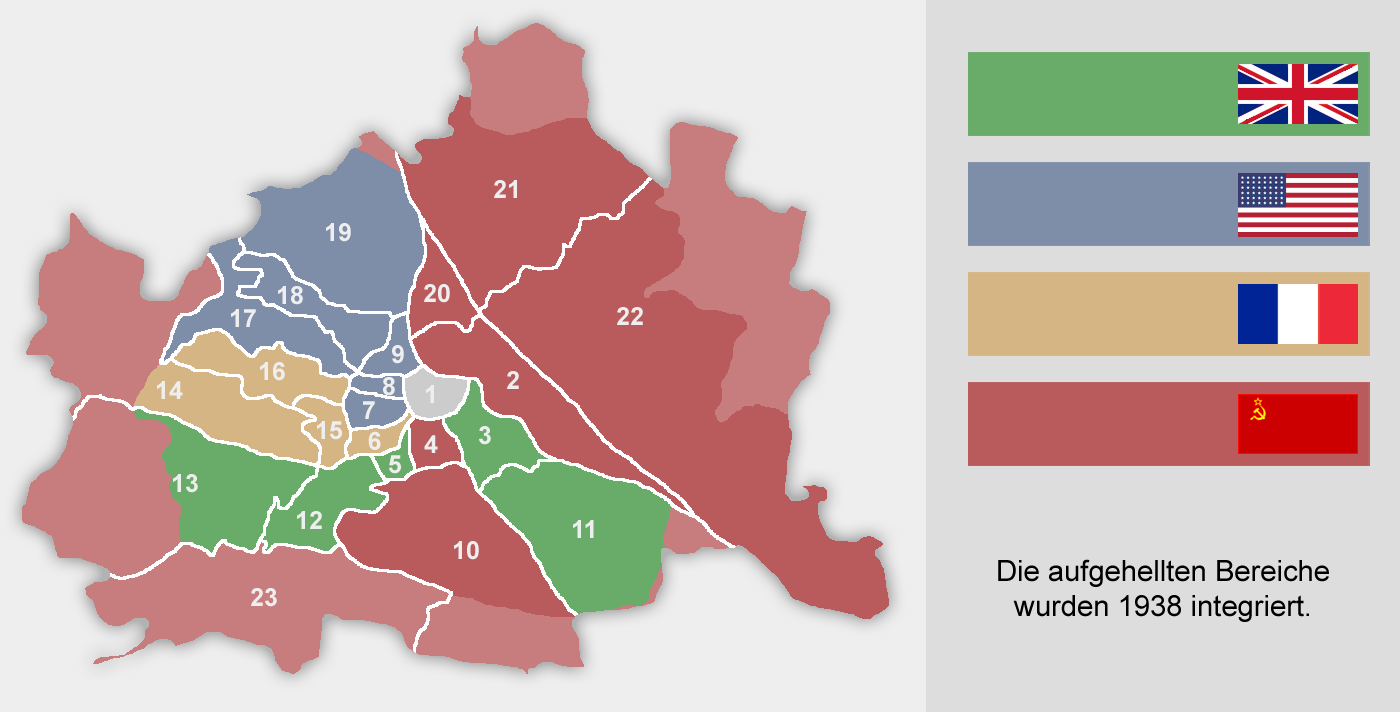
Wien uppdelat i ockupationszoner mellan de allierade segrarmakterna 1945-1955

Efter krigsslutet delades Wien upp mellan de fyra segrarmakterna efter stadens bezirk (jämför med Berlin) med det första bezirket som en neutral zon. Wien blev ett omfattande spioncentrum på grund av sitt läge mellan öst och väst samt närvaron av utländsk militär, vilket skildras i Orson Welles film Den tredje mannen som utspelas i Wien. 
87 000 lägenheter hade blivit förstörda under kriget och stadens gas- och elledningar och brunnar hade omfattande skador. Kort efter krigsslutet konstituerades ett nytt styre i staden och politiska partier återbildades. I november 1945 hölls de första valen till stadsfullmäktige. Efterhand skulle Wien repa sig från kriget och förhållandena bli bättre. Under 1950-talet följde en ekonomisk uppgång där Marshall-planen spelade en väsentlig roll. 1954 fick Wien sina nuvarande gränser. I samband med Det österrikiska statsfördraget och Österrikes självständighet 1955 upphörde segermakternas ockupation. Sektorerna upphörde och Wien kunde enas fullt ut.
En av stadens mest kända broar, Reichsbrücke, som gick över Donau, rasade 1976. En ny bro stod klar 1980. Wiens tunnelbana öppnades 1978. Redan i slutet av 1800-talet öppnade Wiens stadsbanas linjer som delvis gick i tunnlar mellan vissa järnvägsstationer.

### Internationellt säte

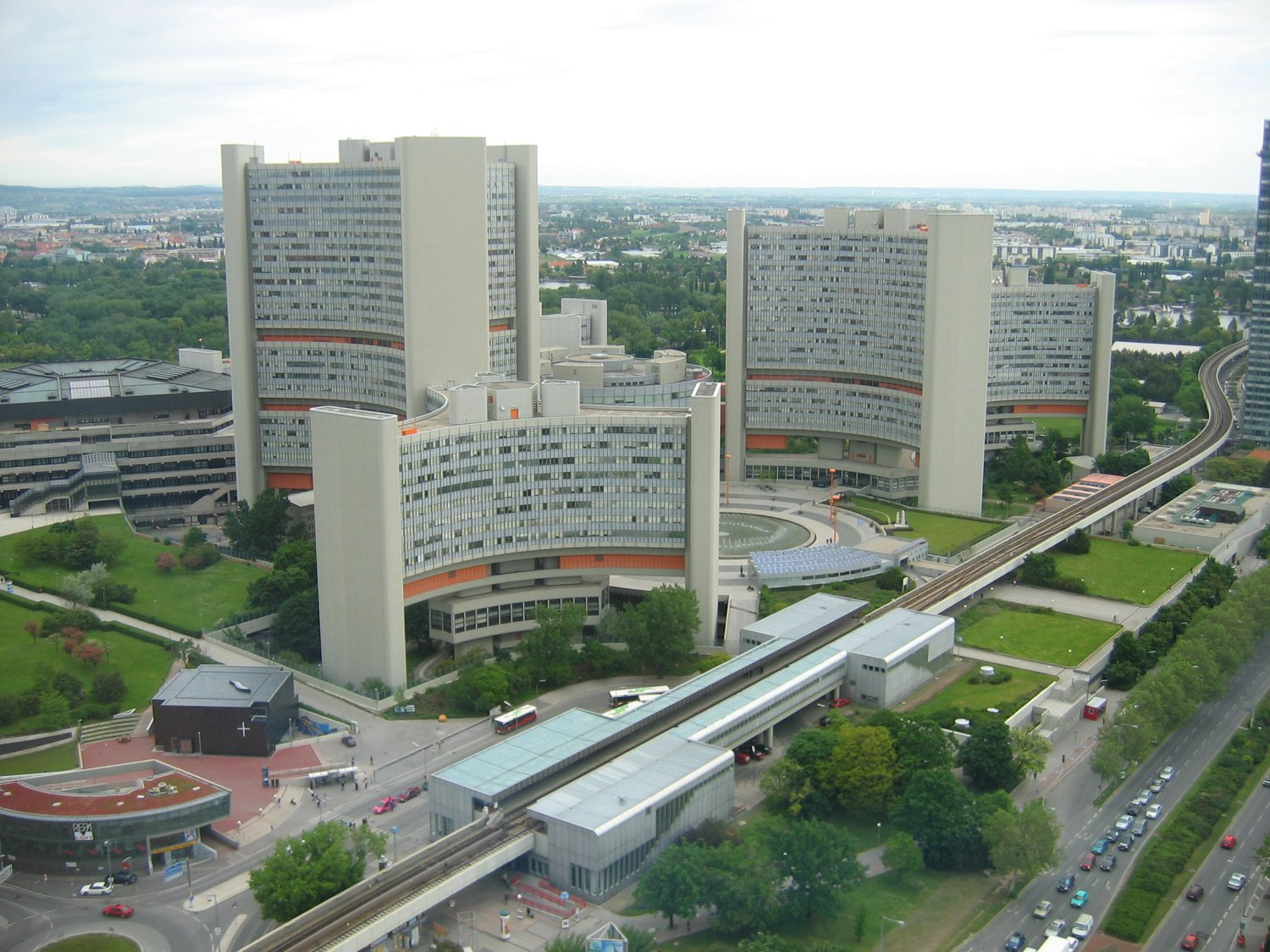
Vienna International Centre.

Staden etablerade sig från slutet av 1950-talet till ett säte för flera stora internationella organisationer. 1957 blev IAEA den första internationella organisationen som lade sitt säte i Wien. 1961 kunde Wien också vara värd för toppmötet mellan John F. Kennedy och Nikita Chrusjtjov. 
1979 blev Wien genom Vienna International Centre FN:s tredje säte efter New York och Genève var på UNO-City med flera FN-organ byggdes. OPEC har sitt säte i staden. Denna utveckling skedde mycket tack vare Österrikes neutralitet som är garanterad i 1955 års konstitution samt läget på den västliga sidan men nära Östeuropa och övriga Centraleuropa. Wien inte ligger mer än fyra mil från Bratislava och bildar med den en "Twin City" sedan 2003.

## Efter 1989

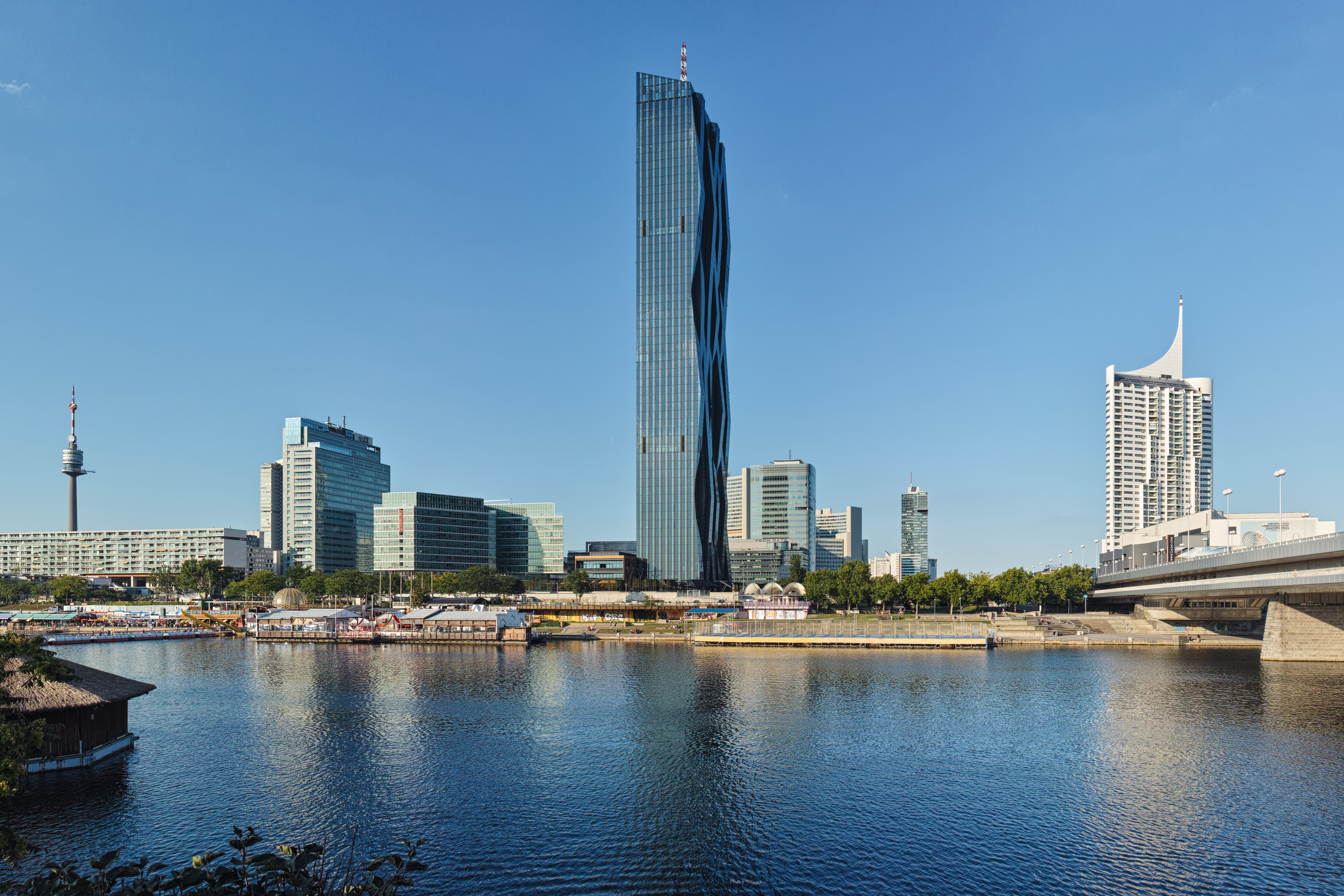
Det moderna Wien: DC-Tower 1 i Donau City, Vienna International Centre, Donauturm och Hochhaus Neue Donau.

Staden har expanderat mycket snabbt sedan kalla krigets slut. Framförallt tack vare de förenklade östkontakterna som gjort att stadens näringsliv, trots vissa tuffa år för tillverkningsindustrin i början av 1990-talet, kunnat utvecklas. Utbyggnaden av infrastruktur såsom Wiens tunnelbana gör sitt till för att utveckla staden till en välfungerande storstad. Wien är en mycket internationellt präglad storstad, både av historien vid ett läge där flera vägar mötts och genom den stora invandringen på senare år. Omkring 23% av stadens 1,63 miljoner invånare år 2005 var födda utomlands, framförallt gäller det länder som ex-Jugoslavien, Turkiet och Tyskland.
2001 sattes Wiens historiska stadskärna upp på Unescos världsarvslista. Denna listning har dock inte hindrat en utveckling mot att bygga fler skyskrapor inom vissa stadsdelar, enligt en stadsbyggnadsplan från 1992. 2001 öppnades MuseumsQuartier.
Det senaste decenniets kraftiga expansion har lett till omfattande byggverksamhet i staden, framförallt i de norra och södra stadsdelarna där det fortfarande finns vissa möjligheter till att bygga nytt. Donau City norr om Donau och Wienerberg söder om staden utgör exempel på omfattande stadsbyggnadsprojekt. Det 202 meter höga Millennium Tower vid Handelskai är sedan 1999 stadens högsta byggnadsverk, mycket tack vare ett beslut 1992 att tillåta höghusbyggnationer i vissa stadsdelar. Nya stadsutvecklingsområden blir i framtiden Wiens gamla gasverksområde, ett industriområde som täcker en stor areal nära stadskärnan.
2012 invigdes Wiens centralstation och 2014 följde invigningen av BahnhofCity. Millennium Tower är Wiens för närvarande högsta skyskrapa med sina 202 meter.

## Källhänvisningar
1. 1 2 3 4 5 6 7 8  "Wien: Historia".[död länk] NE.se. Läst 11 augusti 2014.
2. ↑  Intangible Cultural Heritage in Austria:Viennese Coffee House Culture Intangible Cultural Heritage in Austria på Österrikes UNESCO-kommissions webbplats Arkiverad 18 augusti 2016 hämtat från the Wayback Machine., läst 2011-12-27
3. ↑  https://www.wien.gv.at/english/history/overview/reconstruction.html
4. ↑  https://www.wien.gv.at/english/history/overview/international.html